# Casa Cattaneo
Casa Cattaneo, più propriamente Casa d'affitto, è l'edificio più noto disegnato dall'architetto razionalista Cesare Cattaneo. L'edificio è stato costruito nel 1938-1939 nel comune di Cernobbio.  
L'edificio, destinato a un negozio e ad appartamenti, è stato disegnato da Cattaneo in piena libertà e autonomia dal momento che il terreno, sul quale poi la Casa sarebbe stata costruita, gli era stato regalato in occasione della sua laurea (1935). L'architettura dell'edificio risulta così libera da condizionamenti esterni in quanto l'architetto, secondo le sue stesse parole, non fu tenuto a "soggiacere alla volontà tirannica dei clienti". Per Cattaneo il progetto rappresentò quindi un'occasione di sperimentazione delle competenze maturate.

## L'architettura
L'edificio si trova sulla via principale che attraversa il centro storico del comune di Cernobbio ed è stato costruito su di un lotto rettangolare sito fra altri fabbricati pre-esistenti. Casa Cattaneo ha notevolmente contribuito alla diffusione del carattere razionalista nella città di Cernobbio grazie a un intervento puntuale, calibrato con precisione e che non sacrifica nulla del patrimonio storico del centro. 
 
L'architettura è definita da un "gioco" di parallelepipedi che definiscono la parte abitabile, i balconi e una "gabbia" metallica all'ultimo piano. Sulla facciata a sud-ovest, delle fasce orizzontali bianche che corrono lungo la facciata e dei pilastri, anch'essi bianchi, che sostengono i balconi, definiscono ulteriormente la composizione strutturale dell'edificio. I pilastri portanti, oltre a svolgere un ruolo strutturale, con la loro colorazione bianca hanno anche un ruolo estetico e di razionalizzazione dei piani dell'edificio. Nella facciata si riconosce l'applicazione della sezione aurea, che caratterizza lo stile di Cattaneo e la vicinanza con la pittura di Mario Radice.
Il piano terra, a doppia altezza e completamente vetrato, è stato disegnato per ospitare un'attività commerciale. Ognuno dei tre piani superiori è destinato a uso residenziale. Gli appartamenti al primo e al secondo piano sono composti da cinque locali, mentre l'appartamento al terzo piano, in origine pensato come abitazione del proprietario, è composto da 3 locali più un ampio terrazzo delimitato da una struttura a pilastri e travi inframezzata da una rete metallica. Oggi, il primo piano ospita l'Archivio Cattaneo.

## Presente
Il filosofo Franco Ciliberti definì Casa Cattaneo uno dei "due capolavori dell'architettura funzionale" insieme alla Casa del Fascio dell'architetto Terragni.